# Microlophium sibiricum
Microlophium sibiricum är en insektsart. Microlophium sibiricum ingår i släktet Microlophium och familjen långrörsbladlöss.

## Underarter
Arten delas in i följande underarter:
- M. s. sibiricum
- M. s. tenuicauda